# Don't Take Your Guns to Town
Don't Take Your Guns to Town è un brano musicale di Johnny Cash, pubblicato nel 1958 sul suo terzo album The Fabulous Johnny Cash e nel 45 giri Don't Take Your Guns to Town/I Still Miss Someone; inoltre è incluso anche nell'album dal vivo VH1 Storytellers: Johnny Cash & Willie Nelson.
Il brano racconta la storia di un giovane cowboy di nome Billy Joe che, non badando al consiglio della madre di non portare la pistola in città, ingaggia un duello in un saloon e viene ucciso.
Raggiunse la prima posizione sulla U.S. Billboard Hot Country Singles e vi rimase per sei settimane, mentre sulla Billboard Hot 100 raggiunse la 32ª posizione.

## Cover
Gli U2 hanno realizzato una cover del brano incluso come lato B sul loro singolo Elevation pubblicato nel 2001.

## Classifiche
| Classifica (1971)                  | Posizione |
| ---------------------------------- | --------- |
| U.S. Billboard Hot Country Singles | 1         |
| U.S. Billboard Hot 100             | 32        |